# ケプラー1544b
ケプラー1544bとは、2016年に発見された、地球からはくちょう座の1138光年離れた場所に存在する、楽観的に潜在的に居住可能な太陽系外惑星である。

## 特性
ケプラー1544bは、1.78地球半径、推定3.82地球質量のスーパーアースと見なされている。0.02 Fe/Hの金属量を持つスペクトル分類がK型の恒星であるケプラー1544の周囲を公転している。
ケプラー1544bの公転周期は168日で、主星から0.54天文単位離れて公転している。これは、地球と同等の放射線を受ける距離（0.49天文単位）に近い。NASAがこの惑星をガス状と見なしているという事実にもかかわらず、その質量が10地球質量未満にとどまっていることを考慮すると、表面組成を持つ可能性がある。